# Gefurchter Steppenrüssler
Coniocleonus nigrosuturatus, gelegentlich Gefurchter Steppenrüssler genannt, ist ein Käfer aus der Familie der Rüsselkäfer (Curculionidae) und der Unterfamilie der Lixinae. Die Gattung Coniocleonus ist in Europa mit 18 Arten vertreten, die sich teilweise sehr ähnlich sind. Insbesondere gleicht Coniocleonus nigrosuturatus der Art Coniocleonus pseudobliquus.

## Bemerkung zum Namen und Synonymen
Die Art wurde erstmals 1777 von Goeze unter dem Namen Curculio nigrosuturatus beschrieben. Goeze verweist dabei auf eine ältere französische Beschreibung des Käfers, der dort vergebene Name entspricht jedoch nicht den Nomenklaturregeln und die Beschreibung gilt deswegen nicht als Erstbeschreibung. In der französischen Beschreibung heißt der Käfer Charanson à suture noire (Rüsselkäfer mit der schwarzen Naht). Der Artname nigrosuturatus (lat. nigro für schwarz und sutura für Naht) ist lediglich eine Übertragung des französischen Namens ins Lateinische. Entsprechend wählt Goeze Schwarznaht als deutschen Namen für den Käfer. Die Namen bedeuten jedoch nicht, dass die Flügeldeckennaht als schwarze Linie ins Auge sticht. Vielmehr ist bei Individuen, die in Brauntönen erscheinen, die Flügeldeckennaht zwischen zwei blassbraunen Intervallen eingebettet (Abb. 4). Bei Individuen mit überwiegend schwarzweißer Zeichnung wird die Naht beidseitig von einem grauen Intervall gesäumt (Abb. 6).
Die Variante in Grautönen des Käfers wurde von Fahraeus als eigene Art Cleonus leucomelas (gr. λευκός, leukós, weiß und μέλας, melás, schwarz, also schwarzweiß) beschrieben. Ein weiteres Synonym ist Curculio obliquus (lat. obliquus schräg, nach dem Verlauf der Bänder auf den Flügeldecken) nach einer Beschreibung durch Fabricius. Der Name Plagiographus albirostris wird noch häufig als Synonym für Coniocleonus nigrosuturatus geführt. Der von Chevrolat als Plagiographus albirostris beschriebene Käfer wird aber nach Untersuchung des Typusexemplars durch Meregalli als Coniocleonus excoriatus erkannt.
Die Gattung Curculio wurde mehrfach und von verschiedenen Autoren verschieden aufgespalten. Entsprechend wurde der Käfer zeitweise in die Gattung Cleonus gestellt, die durch Schönherr 1826 definiert wurde. Motschulsky zerlegte die Gattung Cleonus 1860 und definierte durch einen Schlüssel die Gattung Coniocleonus. Der Name setzt sich nach Schenkling aus dem Gattungsnamen Cleōnus und altgr. κονία „konía“ für „Staub“ zusammen, der Schlüssel von Motschulsky gibt jedoch keinen Hinweis darauf, was die Gattung mit Staub zu tun hat.

## Eigenschaften des Käfers
| Abb. 1 | Abb. 2 |
| Abb. 1 | Abb. 3 |
| Rüssel: Abb. 1: von vorn; Abb. 2: von seitlich oben, Fühler nach hin- ten, Fühlerrinne vorn grün getönt; Abb. 3: von seitlich unten, Fühler nach vorn, Fühlerrinne hinten grün getönt; blauer Pfeil auf Spitze des Mittelkiels |        |

| |
| Abb. 4: Seitenansicht |
| |
| Abb. 5: Halsschild von oben links (Kopf links), rot getönt: Mittelkiel; grün getönt: Vertiefung; 1 innere Binden (oben gelegen), 2 äußere Binde (seitlich gelegen) |

| Abb. 6 | Abb. 7  |
| Abb. 6 | Abb. 8  |
| Abb. 9 | Abb. 10 |
| linke Flügeldecke und Details, (Abb. 6 bis 9 Kopf oben, Abb. 10 Kopf links); grün S Flügeldeckennaht; ocker 1,2, ... Punktstreifen; rote Pfeilspitze: Höcker; lila: Hinterbein; Abb. 7: Schulterbereich; Abb. 8: hintere Querbinde; Abb. 9: Flügeldeckenspitze; Abb. 10: letztes Flügeldecken- drittel von seitlich-oben-hinten |         |

|                                                   |
| Abb. 11: Unterseite, rechts abgeriebenes Exemplar |
|                                                   |
| Abb. 12: Hintertarsus                             |

Der neun bis über vierzehn Millimeter lange Käfer wird nur etwa drei bis fünf Millimeter breit. Er ist schwarz, aber durch die kurze anliegende und verschieden dichte Behaarung aus einfach zugespitzten Schuppenhaaren wird eine lebhafte Zeichnung in Brauntönen oder in Grautönen bewirkt. Diese macht den Käfer jedoch nicht auffällig, sondern verbessert seine Tarnung. Außer den Schuppenhaaren treten stellenweise auch kurze Haare auf.
Der leicht nach unten gebogene Rüssel (Abb. 1) ist länger als der Kopf und kürzer als der Halsschild. Er ist dick, stumpf vierkantig, an der Spitze etwas erweitert, und die Seiten verlaufen zueinander parallel. Der Rüssel ist oberseits weißlich behaart, seitlich weitgehend kahl. Er trägt auf der Oberseite längs einen scharfen Mittelkiel, welcher an der Rüsselspitze in eine glatte, etwas erhöhte dreieckige Kahlstelle mündet (Abb. 2 blaue Pfeilspitze). Seitlich vom Mittelkiel verläuft je ein schmaler Seitenkiel. Vor den Augen ist der Rüssel eingesenkt, sodass sich der Mittelkiel besonders prägnant abzeichnet. Die Fühler entspringen im vorderen Drittel des Rüssels seitlich unter dem auslaufenden Seitenkiel. Die Fühlergruben laufen nach vorn oben aus und erreichen knapp die Rüsselspitze (in Abb. 2 grün getönt). Zum Kopf hin schwingen die Fühlergruben sich nach unten und enden auf der Rüsselunterseite abrupt kurz vor den Augen (in Abb. 3 grün getönt). Die Fühler bestehen aus dem Schaft, und dazu abknickend Geißel und Keule. Der Schaft erreicht die Rüsselbasis und ist länger als die Geißel. Die Geißel besteht aus sechs Gliedern. Das erste Glied ist fast doppelt so lang wie das zweite, die folgenden Glieder sind noch kürzer und das letzte Glied ist kaum gegen die Keule abgesetzt. Die zugespitzte und dichte Keule ist fünfgliedrig. Die Stirn ist nur schwach gewölbt. Die Augen sind länglich, flach, und seitenständig. Sie sind schmaler als der Rüssel hoch und erreichen den Halsschild nicht.
Der Halsschild ist kurz vor der Basis am breitesten und nach vorn leicht gerundet verengt. Der Halsschildhinterrand ist gegen das Schildchen nach hinten gezogen. Der Halsschild trägt einen deutlichen Längskiel (in Abb. 5 rot getönt). Dieser durchläuft vorn eine flache Vertiefung und hinten läuft er in einer deutlichen Längsgrube (in Abb. 5 grün getönt) aus. Die ganze Oberseite ist schroff skulptiert, besonders an der Basis neben der Längsgrube. Über die ganze Länge des Halsschilds verlaufen parallel zueinander vier leicht geschwungene Längsbinden heller Behaarung. Die Inneren (in Abb. 5 schwarz 1) setzen sich optisch auf dem Kopf zwischen den Augen und bis auf den Rüssel fort, die Äußeren (in Abb. 5 schwarz 2) gehen in einen gleichfarbigen Bereich der Flügeldecken über. Die äußeren, seitlich gelegenen Binden sind vorn kurz und auslaufend nach unten und hinten umgeschlagen. Seitlich ist der Halsschild lappenartig nach vorn verlängert.
Die Flügeldecken sind an der Basis gleich breit wie der Halsschild, verbreitern sich aber an den Schultern merklich. Danach verschmälern sie sich nach hinten zuerst kaum, dann im letzten Drittel deutlich. Jede Flügeldecke endet seitlich zur Naht (in Abb. 7 bis 9 grün S) versetzt zipfelartig zugespitzt (Abb. 9). Die beiden Spitzen klaffen etwas auseinander.
Am auffälligsten an der Zeichnung der Flügeldecken sind zwei schräg verlaufende Binden auf jeder Flügeldecke. Die schwarze Farbe der beiden Binden entsteht dadurch, dass der Käfer an den Stellen unbehaart ist. Die Binden laufen nach hinten mit etwa 45° auf die Naht zu, wobei sie sich verbreitern. Sie bilden damit zusammen eine Figur, die an eine nach vorn geöffnete kleine Ähre oder an einen nach hinten weisenden Doppelpfeil erinnert. Die weniger auffälligen Elemente der Zeichnung sind mit der Unterteilung jeder Flügeldecke durch zehn Punktstreifen (in Abb. 7 bis 10 in ocker 1,2,... durchnummeriert) mit dazwischen verlaufenden leicht erhöhten Intervallen beschreibbar. Namensgebend ist das Intervall zwischen der Naht S und dem 1. Punktstreifen. Dieses Intervall ist deutlich weniger dicht hell behaart als die daneben liegenden Intervalle und erscheint deswegen einheitlich grau, nur an der Basis (Abb. 7) etwas dunkler und an der Spitze (Abb. 9) etwas heller. Ein weiteres wichtiges Element der Zeichnung kommt dadurch zustande, dass der erste, dritte und vierte Punktstreifen an der Basis ackerfurchenähnlich vertieft und verbreitert ist und dort durch die fehlende Behaarung schwarz erscheint (Abb. 7). Ein weiteres Merkmal ist ein kleiner stumpfer Höcker (rote Pfeilspitze in Abb. 10). Er liegt vor der unbehaarten Stelle, an der die vierte und fünfte Punktreihe zusammenlaufen und das Intervall dazwischen erlischt. Im letzten Drittel des ersten Punktstreifens ist dieser ebenfalls furchenartig vertieft und schwarz. Auf den abfallenden Seiten der Flügeldecke finden sich wieder weniger dicht behaarte Intervalle.
Die Unterseite ist anfangs nur an zahlreichen Kahlpunkten nicht behaart (Abb. 11 links), bei älteren Exemplaren kann die Behaarung weitgehend abgerieben sein (Abb. 11 rechts). Die Hinterbrust ist länger als der Abstand der Hinterhüften zueinander. Vor den Vorderhüften liegt ein kleiner spitzer Höcker.
Die Tarsen sind viergliedrig. Die Klauen des Klauengliedes sind an der Basis genähert, verlaufen aber nach außen entfernt voneinander nahezu parallel. Die Hintertarsen (in Abb. 12) sind schmal, alle Glieder gestreckt. Das erste Glied ist am längsten, das zweite Hintertarsenglied ist wesentlich länger als das dritte.

## Larve und Puppe
Die beinlose Larve ist leicht gekrümmt, weiß, der Kopf bräunlich. Im letzten Stadium wird sie etwa 11 bis 13 Millimeter lang. Im Querschnitt ist sie rundlich. Die drei Brust- und die Hinterleibssegmente sind sehr ähnlich aufgebaut und hauptsächlich durch Vorhandensein und Lage der Stigmen voneinander zu unterscheiden. Die Stigmen sitzen auf dem ersten bis achten Abdominalsegment seitlich nahe dem Rand zum vorgehenden Körpersegment. Im Brustabschnitt gibt es nur ein Stigma, das zwischen dem ersten und zweiten Brustsegment seitlich platziert ist. Brust- und Abdominalsegmente tragen auf der Rückenseite Querwülste, die zusammen mit den Wülsten auf der Bauchseite die Fortbewegung ermöglichen. Im Bereich des fünften und sechsten Abdominalsegments ist die Larve am dicksten und hat im letzten Stadium dort einen Durchmesser von 4,5 Millimetern, nach vorn und nach hinten verjüngt sie sich nahezu symmetrisch. Das zehnte Abdominalsegment ist auf vier verschieden große Anallappen reduziert. Der dorsale Lappen ist am größten. Auf jeder Seite des Kopfes sitzt nur ein Punktauge. Die Fühler sind eingliedrig, häutig mit einem konischen Sinnesfortsatz und drei verschieden langen Sensillen. Die Oberlippe ist ungefähr doppelt so breit wie lang.
Die Puppe wird elf bis knapp zwölf Millimeter lang, an der breitesten Stelle 4,5 bis 5,3 Millimeter breit.
Die Chaetotaxie von Larve und Puppe findet man bei Stejskal et al.

## Biologie
Bei Freilandbeobachtungen in Rumänien, Ungarn und der Slowakei wurde das Verhalten der Art genauer untersucht. Der Käfer kommt auf trockenen und warmen Standorten vor. Man findet ihn auf Böden, die kaum oder spärlich bewachsen sind, zwischen Gräsern und Kräutern in der Nähe der Wirtspflanze (Name Steppenrüssler). Vermutlich vermeidet der Käfer Standorte mit dichterem Pflanzenbewuchs, weil sich dort der Boden nicht in dem Maße erwärmt, wie es für die Larvalentwicklung notwendig wäre.
In einer ausführlichen Beschreibung der Biologie des Käfers aus Tschechien wird gezeigt, dass der Käfer vermutlich monophag auf dem Gewöhnlichen Reiherschnabel lebt. Die Autoren konnten auch die Larvalentwicklung an den Wurzeln des Reiherschnabels nachweisen.
Auf der Suche nach natürlichen Feinden des Ackerunkrauts Beifußblättriges Traubenkraut in Ungarn wurde dagegen gezeigt, dass Coniocleonus suturatus die Blätter des Unkrauts, das auch häufig beim Menschen allergische Reaktionen hervorruft, gerne frisst und dabei stark schädigt.
Jedenfalls ist der Käfer von der Chemie des Bodens weitgehend unabhängig. Man findet ihn sowohl auf Kalkböden, auf sandigem und auf saurem Untergrund, Heide, trockenem Weide- und Grasland, am Straßenrand, auf Deichen, in Fahrspuren. Der Käfer gehörte bei einer Untersuchung 2005 mit 6,7 % zu den dominanten Käferarten in der Schottersteppe Crau in Südfrankreich.
Der Käfer ist tagaktiv und kann sich bei heißem Wetter sehr flink bewegen. Bei kühlem Wetter verharrt er reglos. Die Käfer laufen über den Boden oder sitzen, häufig zu mehreren, bevorzugt auf der Blattrosette der Wirtspflanze, sowohl obenauf als auch zwischen und unter den Blättern. Der Käfer versteckt sich gern, auch unter Steinen.
Die überwinternden Käfer erscheinen ab dem frühen Frühjahr. Sie ernähren sich von den Blättern der Wirtspflanzen und paaren sich darauf. Dabei umklammern die Männchen die Weibchen eng und stimulieren sie durch schnelles Klopfen mit den mittleren Beinen auf die Hinterbrust. Obwohl die Flügel voll ausgebildet sind, fliegen die Käfer nur ungern und kurze Strecken, sodass man auch die Angaben findet, dass sie überhaupt nicht fliegen. Bei Störungen lassen sich die Käfer fallen und stellen sich tot. Mitte April bis Mitte Mai sind sie am häufigsten und am aktivsten. Der Entwicklungszyklus ist einjährig.
Die Eier werden vermutlich in Nähe der Stängel der Wirtspflanze in die Erde gelegt. Die Larven leben in der Erde in senkrecht verlaufenden Tunneln nahe der Wirtspflanze und fressen von außen an der Stängelbasis. Die Tunnel können mehrere Zentimeter lang sein und sind im Querschnitt rund bis oval mit einem Durchmesser von vier bis fünf Millimetern. Sie enden an der Erdoberfläche. An der gleichen Wirtspflanze wurden bis zu drei Larven gefunden, gewöhnlich jedoch nur eine. Die Fressaktivität ist in den Morgen- und in den Abendstunden sowie bei Bewölkung am höchsten. Während der Mittagshitze ziehen sich die Larven in tiefere Abschnitte des Tunnels zurück. Anfang Juli verpuppen sich die Larven wenige Zentimeter unter der Oberfläche in geschlossenen Erdkammern. Diese sind innen 25 bis 30 Millimeter lang und 10 bis 15 Millimeter weit. Die Käfer überwintern in dieser Kammer oder sie schlüpfen gegen Ende des Sommers, wo ein zweites Häufigkeitsmaximum des Käfers festgestellt werden kann. Die Käfer fressen an der Wirtspflanze und suchen sich am Ende des Sommers einen geeigneten Ort für die Überwinterung.
Die Wirtspflanzen, die auch gut an Beweidung angepasst sind, werden durch den Käfer nicht wesentlich geschädigt. Ein Wurzelfraß durch den Käfer wird ausgeschlossen.

## Verbreitung
Das Verbreitungsgebiet reicht mit Lücken von Nordafrika rund ums Mittelmeer über das südliche Mitteleuropa nach Asien und bis nach Westsibirien. In Europa ist der Käfer aus Portugal, Spanien, Frankreich, Belgien, Deutschland, der Schweiz, Österreich, Polen, Tschechien, Slowakei, Italien, Serbien, Kroatien, Ungarn, Bulgarien, Rumänien, Ukraine, der Republik Moldau, Albanien, Griechenland, Nordmazedonien, der Europäischen Türkei, Südrussland und dem Kaukasus bekannt, außerdem wird er von den Mittelmeerinseln Sizilien, den Balearen und Zypern gemeldet. In Asien wird er aus den Ländern Afghanistan, Armenien, Aserbaidschan, Georgien, Israel, Indien, Irak, Iran, Jordanien, Kirgistan, Kasachstan, Libanon, Pakistan, Westjordanland, Russland, Syrien, Tadschikistan, Turkmenistan, Türkei und Usbekistan gemeldet. In Afrika kommt er in den Ländern Algerien, Ägypten, Libyen, Marokko und Tunesien vor.

## Gefährdung
Die Art gilt in Deutschland als vom Aussterben bedroht, in Bayerns Roter Liste der Rüsselkäfer wird er in der Kategorie eins (vom Aussterben bedroht) geführt. In Sachsen-Anhalt gilt er als ausgestorben.